# Willem
Willem, eller Bernard Willem Holtrop, född den 2 april 1941 i Ermelo i Nederländerna, är en nederländsk serieskapare. Han bor sedan 1968 i Frankrike.
Bland de priser Willem vunnit som serieskapare kan nämnas det nederländska priset Stripschapprijs (2000) och ett av serievärldens riktigt stora priser, Grand Prix de la ville d'Angoulême (2013).
Willem har bidragit i ett antal franska dagstidningar och tidskrifter, bland annat den satiriska månadstidskriften Hara-Kiri, det satiriska veckomagasinet Charlie Hebdo, serietidningen Charlie Mensuel och dagstidningen Libération.